# Живојин Андрејић
Живојин Андрејић (Рача, 1950) српски је историчар уметности.
Рођен је у Рачи, 1950. године, где је завршио основну школу и гимназију. Завршио Вишу педагошку школу у Београду, група Ликовна уметност, 1977. године и Филозофски факултет у Косовској Митровици, група Историја уметности, 2003. године. Живи у Рачи.

## Биографија
Члан је Удружења ликовних уметника Крагујевца (1976), Српског археолошког друштва (1982), Центра за митолошке студије Србије (1996), Удружења књижевника Србије (2000) и Academia de stinte, literatura si arte (Oradea–Arad) АСЛА Румуније. Оснивач је и руководилац Ликовне колоније “Вишевац” (1985–2003), Рачанских песничких сусрета (1996–2003) и Центра за митолошке студије Србије у Рачи (1996–2017) чију научну публикацију Митолошки зборник приређује и уређује.
Излагао четрдесет три пута самостално (Крагујевац, Београд, Дубровник, Смед. Паланка, Вел. Плана, Свилајнац, Деспотовац, Баточина, Лапово, Топола, Кучево, Мало Црниће, Књажевац, Зајечар, Бор, Пожаревац, Рашка, Нови Пазар, Трстеник, Александровац, Петровац Велико Градиште, Пландиште, Пирот, Рача) и много пута колективно. Учествовао је у раду више Ликовних колонија (Деспотовац, Борач, Руски Крстур, Гамзиградска бања, Липовац - Топола, Вишевац - Рача, Ново село - Видин, Велика Плана, Свилајнац, Бач, Црквенац). Објавио мапе цртежа: Стара Рача, Стара Топола и Дубровник. Награђиван је за ликовна дела. Оснивач је издавач недељника „Глас Лепенице“ (1991-1992.). Био је директор Културног центра „Радоје Домановић“ у Рачи, 1993-1997. Учесник је у више емисија научног и образовног програма телевизије, а према књигама "Пола миленијума Раче", "Шакасте гривне", "Митологија пчеле" и "Богородичина црква у Карану" снимљени су научни филмови РТВ Србије: “Искони Лепенице”, “Трибалске гривне”, “Њено величанство пчела” и "Тајна цркве каранске". Научнообразовни филм „Трибалске гривне“ (Les bracelets des Tribals) је примљен на фестивал научног филма телевизија Европе у Париз 1996. године.
На Међународном салону књига у Араду (Румунија) добио је Специјалну диплому за књигу Витезови реда змаја (2000). У години јубилеја Првог српског устанка добио Специјалну повељу за књигу “Карађорђе” и изузетан допринос српској културној баштини од стране Радио Београда 2, Свесрпског савеза и Књижевног клуба “Карађорђевић” из Београда, 2004. године. Добитник је Јавног признања – Захвалнице града Књажевца (2008) за свеукупан рад у области археологије, историје уметности, етнологије и митологије а посебно за монографију Света Богородица – Доња Каменица. За књиге Манастир Велуће и Света Богородица – Доња Каменица добио је благослов српског патријарха Павла, 2007. године.
Добитник је признања "Благодарје" Удружења књижевника Србије, 2016. године. Поводом 180. година постојања Основне школе "Карађорђе" у Рачи добитник је "Повеље" као један из групе најуспешнијих ученика са врхунским професионалним резултатима у каријери. Добитник је признања "Златан Карађорђев знамен" Удружења књижевника Србије и Центра за митолошке студије Србије, 2017. године, који је додељен као оснивачу за посебан допринос у развоју и раду Центра за митолошке студије Србије поводом 20 година постојања и изузетне резултате у науци. Добитник је признања "Златна значка" Културно-просветне заједнице Србије, 2019. године, за несебичан, предан и дуготрајан рад и стваралачки допринос у ширењу културе.
Заступљен у: "Лексикон писаца просветних радника II" (М. Игњатовић, М. Трнавац), Београд 2003, стр. 17-18; "Антологија српских песника рођених у периоду 1946-1996 - Фигуре у тексту-градови у фокусу" (М. Вукадиновић, М. Масловарић, Р. Бјелановић), Крагујевац 2019, стр. 20-22; "Лексикон писаца српске књижевности А-Б", Нови Сад 2020, стр. 79-80.
Центар за митолошке студије Србије је организовао научни скуп посвећен Живојину Андрејићу: "Живојин Андрејић - Мултидисциплинарност данас", 2015. године. Радови са овог научног скупа су објављени у часопису "Митолошки зборник 35 / 1-2" (ISSN 1450-9792)( 978-86-86541-08-6 / ЦМСС/). Удружење књижевника Србије је у Француској 7. у Београду, 31. марта 2016. године, организовало и одржало трибину "Уметнички и научни портрет Живојина Андрејића".

## Објављене књиге
- Рача и околина, Крагујевац 1979
- Таме и свитања, Рача 1980
- Стара варош Рача, Рача 1982
- Трговина Свилајнца, Свилајнац 1984
- Стара Рача (мапа цртежа), Рача 1985, 1987, 1989
- Поколењу за незаборав, Рача 1986
- Стара Топола (мапа цртежа), Топола 1987
- Баточина и околина, Баточина 1988
- Пола миленијума Раче, Рача 1989
- И ништа не дајем (збирка песама), Дубровник – Рача 1989
- Dubrovnik (мапа цртежа), Дубровник - Рача 1989
- Средње Поморавље – археолошко рекогносцирање, Рача 1990
- Загонетна Рамаћа, Рача 1992
- Велућа, Рача 1993
- Шакасте гривне, Рача 1993
- Велућа Драгаша, Београд 1996
- Гривне живота, Београд 1997
- Витезови реда змаја, Београд 1999
- Владари Трибала, Рача 2000
- Престоно место Рас, Рача 2001
- Митологија пчеле, Рача 2002
- Манастир Велуће (монографија), Рача 2002
- Карађорђе, Рача 2004
- Свети Сава, Рача 2004
- Црква Рођења Богородице у Баточини, Баточина 2004
- Света српска лоза, Рача 2005
- Метафизика Лепенског Вира, Рача 2005
- Биобиблиографски речник Митолошког зборника, Рача 2006
- Света Богородице у Доњој Каменици (монографија), Рача 2006
- Карађорђева колевка, Рача 2006
- Црква Светих апостола Петра и Павла у Рачи, (монографија) Рача 2007
- Црква Светог Николе у Рамаћи (монографија), Рача 2010
- Света српска лоза, 2, Рача 2011
- Рача - Туристички водич, (коаутор), Рача 2012
- Село Вучић у Шумадији, (коаутор), Рача 2012
- Доња Каменица - Каран - Велуће - Рамаћа /Цртежи фресака и архитектуре/, Рача 2012
- Карађорђе - Васкрс Србије,Београд 2013
- Војвода Павле Цукић и Цукићи, Рача 2014
- Историја Крагујевца од XII до XIX века, Рача 2014
- Богородичина црква у Карану (монографија), Рача 2015
- Уснуо будан (збирка песама), Рача 2015
- Рачанска црква Светог Петра и Павла - цртежи фресака и архитектуре, Рача 2015
- Средњовековна кнежевина Морава - земље и жупе VIII-XII век, Рача 2016
- Карађорђев дом у Рачи, (монографија),Рача 2017
- Витезови реда Змаја - Драконофори, Рача 2017
- Манастир Манасија 1418-2018, (монографија), Рача 2018
- Средњовековна кнежевина и краљевина Србија - земље и жупе VII-XV век, Рача 2018
- Средњовековна кнежевина Морава - земље и жупе VIII-XV век (2), Рача 2019
- Света српска лоза (3), Рача 2019
- Миленијум српскословенског језика и писма, Рача 2019
- Свети зрак, збирка песама, Рача 2020
- Tрибали античког света, Рача 2020
- Богородичина црква у Карану, монографија, Рача 2020
- Српски средњи век, Рача 2020
- Принц Растко Свети Сава, Рача 2021
- Свети кнез Стефан Лазар, Рача 2021
- Ђорђе Петровић Карађорђе, Рача 2021
- Црква и парохија јарушичка у духовној историји српског народа, /коаутор: Н. Ђокић/, Рача 2022
- Култура и метафизика Лепенског Вира, Рача 2022
- Српске земље и жупе Средњег века, Крагујевац 2024

Приређивач и ко-уредник научног часописа Центра за митолошке студије Србије (ISSN 1450-9792):
- Митолошки зборник 1 („Митолошко биће народа у песми историји“)
- Митолошки зборник 2 („Корени српске митологије“)
- Митолошки зборник 3 („Слово и мит“)
- Митолошки зборник 4 („Карађорђе у миту и епици“)
- Митолошки зборник 5 („Косовски мит 1389-1999. године“)
- Митолошки зборник 6 („Митска Ресава“)
- Митолошки зборник 7 („Карађорђе у приповедању и легенди“)
- Митолошки зборник 8 („Културно-историјско наслеђе Карађорђевог завичаја“)
- Митолошки зборник 9 („Карађорђе и Карађорђевићи“, I)
- Митолошки зборник 10-11 („Митологија Лепенског Вира“, „Дунав, митска река“)
- Митолошки зборник 12 („Карађорђе и Карађорђевићи“, II)
- Митолошки зборник 13 („Доња Лепеница у историји и миту“)
- Митолошки зборник 14 („Академик Пантелија Срећковић“)
- Митолошки зборник 15 („Академик Војислав Ђурић“)
- Митолошки зборник 16 („Академик Мирослав Пантић“)
- Митолошки зборник 17 („Академик Антоније Исаковић“)
- Митолошки зборник 18 („Професор Радмила Маринковић“)
- Митолошки зборник 19 („Академик Драгољуб Живојиновић“)
- Митолошки зборник 20 („Митска Топлица“)
- Митолошки зборник 21 („Проф. др Реља Новаковић“)
- Митолошки зборник 22 („Класични филолог проф. др Миодраг Мића Стојановић“)
- Митолошки зборник 23 („Академик Милан Будимир“)
- Митолошки зборник 24 („Академик Драгослав Срејовић“)
- Митолошки зборник 25 („Јасеница и Некудим“)
- Митолошки зборник 26 („Млава у миту и историји“)
- Митолошки зборник 27 („Карађорђе – корифеј Првог српског устанка“)
- Митолошки зборник 28 („Космај и његова подгорина“)
- Митолошки зборник 29 („Професор доктор Гордана Јовановић“)
- Митолошки зборник 30 („Хомоље у миту и историји“)
- Митолошки зборник 31 („Часни крст великог жупана Стефана Немање – 1113-2013“)
- Митолошки зборник 32 („Пек и Звижд“)
- Митолошки зборник 33 („Шумадија – историја и мит“)
- Митолошки зборник 34 („Два века Другог српског устанка“)
- Митолошки зборник 35-1, 35-2 („Живојин Андрејић – мултидисциплинарност данас“)
- Митолошки зборник 36 („Ослободилачки покрети народа Балкана у XIX веку“)
- Митолошки зборник 37 ("Два века од смрти српског Вожда Ђорђа Петровића Карађорђа")
- Митолошки зборник 38 ("Академик Петар Влаховић")
- Митолошки зборник 39 ("Хиљаду година Краљевине Србије: Војислављевићи - Немањићи - Обреновићи - Карађорђевићи")
- Митолошки зборник 40 ("Тимок у историји и миту"
- Митолошки зборник 41 ("Сто година од присаједињења Војводине Србији")
- Митолошки зборник 42 ("Академик Драгутин Анастасијевић")
- Митолошки зборник 43 ("Доба Карађорђа и Саве Текелије")
- Митолошки зборник 44 ("25 година Центра за митолошке студије" и "У сусрет 260 година од рођења Карађорђа")
- Митолошки зборник 45 ("Карађорђе и његови савременици")
- Митолошки зборник 46.("Проф. др Голуб Јашовић")
- Митолошки зборник 47.("Професор др. Бранко Гавела")
- Митолошки зборник 48.("Шумадија у помоћним историјским наукама")
- Митолошки зборник 49.("Шумадија у помоћним историјским наукама" 2)

## Објављени радови
- Ђурђево, Рача Крагујевачка–остава, Археолошки преглед 18, Београд 1976, pp. 155–158, Т.LVII-LVIII.
- Археолошко рекогносцирање Доње Лепенице, Археолошки преглед 20, Београд 1978, pp. 164–171, T. LXXXVIII-CIII.
- Нови налази из Лепенице и Јасенице, Археолошки преглед 22, Београд 1981, pp. 190–193, Т. CIV-CXIII.
- Првоборци са Лепенице, Погледи, 78, Крагујевац 1991
- Истине и заблуде о Немањићима, Вечерње новости, Београд 6. 6. до 9. 06. 1996
- Истине и заблуде о Немањићима, Вести, Франкфурт 3. 2. до 8. 02. 1997
- Трибалске гривне, Плана прес, бр. 8 и 9, В. Плана 1997
- Античка Србија на балканским просторима, Политика Експрес, Београд 30. 7. до 2. 08. 1998
- Историјско и митолошко Косово, Митолошки зборник 1, Београд–Рача 1998, pp. 75–109.
- Сербали или Савеанци, Митолошки зборник 2, Рача 2000, pp. 23–70.
- Свети знаци, Митолошки зборник 3, Рача 2000, pp. 77–114.
- Zeul dunarean Dagon, Astra Romana, 20–23. 10. 2000 Timisoara.
- Дунавски бог Дагон, Развитак 205–206, Зајечар 2001, pp. 108–115.
- О Милораду Петровићу Сељанчици, у: Милорад Петровић – Сељанчица, Младеновац 2000, pp. 200.
- Митологизација и парамитологизација Карађорђа, Митолошки зборник 4, Рача 2001, pp. 129–146.
- Дрво смрти, Етнокултуролошки зборник VII, Сврљиг 2001, pp. 111–116.
- Некудим на Косову и Јасеници, Некудим 1, 15. 02. 2002. Смед. Паланка, pp. 50–53.
- Митологија Коса бога рата и смри, Митолошки зборник 5, Рача 2002, pp. 47–104.
- Завиде, Немање и Мирослави, или о пореклу жупана Стефана Немање, Некудим 2, 6. 05. 2002. Смед. Паланка, pp. 12–23.
- Црква Св. Стефана манастира Копорина и питање другог гроба Св. деспота Стефана Високог, Наш траг 3, В. Плана 2002, 33-61.
- Тврђава витеза златног Змаја, Митолошки зборник 6, Рача 2002, pp. 167–180.
- Мара Ресавкиња – реликт прастарог божанства лова и рата, Митолошки зборник 6, Рача 2002, pp. 71–80.
- Кошарна као тајно место за ритуално и жртвено убиство прореченог владара, Митолошки зборник 7, Рача 2002, pp. 53–74.
- Властелинство писара Јована почетком XVI века у Шумадији, Митолошки зборник 7, Рача 2002, pp. 153–160.
- Значење имена Параћин, Параћинских 14 дана, 48, год. III, Параћин 10. 10. 2002. и бр. 50, 7. 11. 2002.
- Метафизичка геометрија и прво лице Бога света културе Лепенског Вира, Развитак 209-210, Зајечар 2002, pp. 114–123.
- Логика бројева геометрије Лепенског Вира, Баштиник 5, Неготин 2002, pp. 7–14.
- О Карађорђу и Старовишевцима, Митолошки зборник 8, Рача 2002, pp. 65–88.
- Тихомири, Уроши, Вукани, Мирослави, Завиде и Немање, или о пореклу жупана Стефана Немање, Новопазарски зборник 26, Н. Пазар 2002, стр. pp. 37–84.
- О Карађорђу и Старовишевцима, Некудим 4, 6. 05. 2003. Смед. Паланка, pp. 15–25.
- Крушевац није настао одједном, Победа 2.581, год. LVIII, Крушевац 20. 06. 2003
- Митологија пчеле, Књижевне новине, бр. 1078–1079, Београд 15. 03.–15. 04. 2003; бр. 1080–1081 / 1082–1083, Београд 15. 04.–15. 06. 2003 бр. 1084–1085 / 1086–1087, Београд 15. 06.–15. 08. 2003; бр. 1088–1089 / 1090–1091, Београд 15. 08.–15. 10. 2003; бр. 1092, Београд 15–31. 10. 2003 и бр. 1093, Београд 1–30. 11. 2003
- Митски и демонски свет – дискусија, Етно–културолошки Зборник VIII, Сврљиг 2003, pp. 40.
- Историјско и митско Косово, Књижевни сусрети писаца и деце, Зборник радова, Косово Поље 2003, pp. 105–115.
- Црква Свете Богородице у Доњој Каменици и област “Дендра” великог жупана Десе и његових потомака, Развитак 211–212, Зајечар 2003, pp. 134–150.
- О српском царском челнику Муси и његовом пореклу, Рашка 39-39, Рашка 2003, pp. 60–64.
- Рачанск црква Јана Неволе и иконостас Милије Марковића, Некудим 3, Смед. Паланка 1. 11. 2003
- О Карађорђу и Старовишевцима, Шумадијски записи 1, Аранђеловац 2003, pp. 77–100.
- Владарска идеологија, инвеститура и инсигније Карађорђевића и њихове задужбине, Митолошки зборник 9, Рача 2003, pp. 105–124.
- Српски средњовековни династи и црквене прилике у Источној Србији и северозападној Бугарској у XII–XV веку, Баштиник 6, Неготин 2003, pp. 42–66.
- Свети Сава први архиепископ и патријарх, Некудим 5, 1. 11. 2003. Смед. Паланка, pp. 5–23.
- Коловрат римски град? Савиндан 14, год. XIV, 7. 01. 2004. Пријепоље, pp. 22–23.
- Уснули будни, Митолошки зборник 10–11, Рача 2004, pp. 7–20.
- Представа космоса Лепенца, Митолошки зборник 10–11, Рача 2004, 137-164.
- Свети Сава први архиепископ и патријарх, Развитак 215–216, Зајечар 2004, pp. 118–131.
- Монахиња Јефимија, ћерка ћесара Војихне, унука Владислава II и праунука краља Драгутина, Некудим 6, Смедеревска Паланка 6. 05. 2004, pp. 28–37.
- Исто, Јефимија 14, Трстеник 2004, pp. 97–108.
- Мултикултурни односи Срба и Румуна, Баштиник 6, Неоготин 2004, стр. pp. 49–59.
- О времену и идеологији римских тетрарха, настанку и значењима Ромулиане, Развитак 217–218, Зајечар 2004, pp. 29–46.
- Библиографија радова о Српској револуцији, у: С. Мереник, Библиографија радова о Српској револуцији, Београд 2004.
- Уснули будни, Књижевне новине 1107–1108, 1.–30. јун 2004.
- Карађорђево порекло у светлу до сада не коришћених извора, Митолошки зборник 12, Рача 2004, pp. 17–68.
- Архиепископ Арсеније Сремац, Некудим 7, Смедеревска Паланка 2004, pp. 17–25.
- Велики логотет кир Стефан Ратковић, Mons aureus 5–6, Смедерево 2004, pp. 187–198.
- Карађорђеви преци из архиве Андрије Лубурића, Архивско наслеђе 2, Зајечар 2004, pp. 11–22.
- Племенско порекло Карађорђа, Савиндан 15, 27. 01. 2005, Пријепоље, pp. 37–39.
- Ко је хумски кнез Мирослав, и када је настало његово јеванђеље?, Некудим 8, Смед. Паланка 2005, pp. 55–76.
- Ко су сликари цркве у Доњој Каменици код Књажевца?, Развитак 219–220, Зајечар 2005, pp. 122–132.
- Коловрат – римски муниципијум код Пријепоља, Ужички зборник 31, Ужице 2005, pp. 1–6.
- Хумски кнез Мирослав, Одзиви 127, Бијело Поље 2005, pp. 176–195.
- Средњовековна жупа Лепеница до XVI века, Митолошки зборник 13, Рача 2005, pp. 21–32.
- Прилог истраживању о великим жупанима Примиславу и Белушу и претпоставка о њиховим могућим потомцима, Митолошки зборник 13, Рача 2005, pp. 43–50.
- Крушевац – трибалодарданска и рановизантијска Дардапара, Зборник Историјског архива Расине, Крушевац 2005, pp. 252–261.
- Персонификација Дарданије из Медијане и припадност Ниша Дарданији у Антици, Баштиник 8, Неготин 2005, pp. 44–53.
- Пантелија Срећковић и Иларион Руварац – сукоб либерално–романтичарске критичности и радикално–позитивистичког критицизма; урушавање индоктринарног система са појавом “новоромантичара” – слабости српских националних институција и потреба стварање нове српске историјске школе, Митолошки зборник 14, Рача 2005, pp. 133–222.
- Тихомири, Уроши, Вукани, Мирослави, Завиде и Немање, или о пореклу жупана Стефана Немање, Српска слободарска мисао 33, Београд, септембар–октобар 2005, pp. 27–75.
- Зашто скуп о Панти Срећковићу?, Митолошки зборник 14, Рача 2005, pp. 9–12.
- Прилог за библиографију Панте Срећковића, Митолошки зборник 14, Рача 2005, pp. 19–24.
- Прво лице Бога, Буктиња 16, Неготин 2005, pp. 3–8.
- Још једном о Бановић Страхињи и Влах Алији, Развитак 221–22, Зајечар 2005, pp. 128–137.
- Градови, насеља и цркве у средњовековној жупи Лепеници до XVI века, Шумадијски записи III, Аранђеловац 2006, pp. 185–242.
- Прилог истраживању о рашким великим жупанима Примиславу и Белушу, Савиндан 16, Пријепоље 27. 01. 2006, pp. 26–27.
- Свети Сава и Византија, Јефимија 16, Трстеник 2006, pp. 131–180.
- Академик Војислав Ђурић и његови професори Веселин Чајкановић и Милан Будимир – проблем изучавања српске митологије у „марксистичком духу“, Митолошки зборник 15, Рача 2006, pp. 113–140.
- Трибало–дарданска престоница Дамастион, или о ковању новца и сечењу злата Трибала, Развитак 226–227, Зајечар 2006, pp. 155–162.
- Велики логотет кир Стефан Ратковић ктитор цркве Св. Николе у Рамаћи, Шумадијски анали 2, Крагујевац 2006, pp. 42–59.
- Прве престонице обновљене Србије – једна паралела: Вожд Карађорђе и Топола и кнез Милош и Крагујевац, Крагујевац престоница Србије 1818–1841, Крагујевац 2006, pp. 375–392.
- Архиепископ Арсеније Сремац, сестрић светог Саве, Савиндан 17, 27. 01. 2007. Пријепоље, pp. 47–48.
- О крунисању сугубим венцом босанског краља Твртка I Котроманића, Ужички зборник 32–1, Ужице 2007, pp. 29–62.
- Нека питања о Првом српском устанку у вези са запостављеним сазнањима о Карађорђевом пореклу, Српска слободарска мисао 58, бр. 2, Београд 2007, pp. 147–178.
- О Старовишевцима, у: М. Станојевић, Трагом српскога Вожда, Београд 2007, pp. 90–105.
- Стара Дубровачка књижевност на размеђу српства и хрватства и допринос српској историји академика Мирослава Пантића, Митолошки зборник 16, Рача–Свилајнац 2007, pp. 283–302.
- О српском кнезу Стројимиру и његовом златном печатњаку, Јефимија 17, Трстеник 2007, 149-174.
- Сусрети са академиком Антонијем Исаковићем и поимање његове политичке и књижевне личности, Митолошки зборник 17, Рача 2007, 129-156.
- Размишљања о раним бановима Босне и неке претпоставке о њиховом пореклу и покушај успостављања родослова, Гласник 5, Бања Лука 2007, pp. 105–132.
- Исто, Српска слободарска мисао 71, Београд 2007.
- Крагујев трг – пређашњи трг Бресница, или о историји Крагујевца од 1228. до 1476. године, Шумадијски анали 3, Крагујевац 2007, стр. pp. 28–50.
- Нова сазнања о српском кнезу Строимиру из IX века на основу “архивског записа” са његовог златног печатњака, Архивско наслеђе 5, Зајечар 2007, pp. 125–136.
- О сродству римских августа Александра Севера и Лицинија и императора прве и друге тетрархије, Развитак 227–228, Зајечар 2007, pp. 69–101.
- Исто, Баштиник 10, Неготин 2008, pp. 97–127.
- Размишљања о датуму смрти светог Саве према подацима Доментијана и Теодосија, Известија XXIII, Велико Трново 2008, pp. 77–102.
- Постмитологизација као резултат демитологизације српског мита у сатири Радоја Домановића, Лако перо Радоја Домановића, Зборник радова у спомен Радоју Домановићу 1908–2008, Крагујевац 2008, pp. 231–248.
- Ко је ктитор манастира Љубостиње?, Расински анали 6, Крушевац 2008, pp. 341–354.
- Развојни лук истраживања порекла сликара, стила и медаљона “дугине мреже” манастира Манасије, Деспот Стефан и његово доба, Деспотовац 2008, pp. 117–153.
- Размишљање о датуму смрти и хиротонисању светог Саве за првог патријарха Срба и Бугара, Браство XII, Београд 2008, pp. 67–92.
- Ко је хумски кнез Мирослав и када је настало његово јеванђеље?, Митолошки зборник 18, Рача 2008, pp. 119–156.
- Александар I Карађорђевић као Нови Константин, или о крунама и инсигнијама краља и краљице Срба, Хрвата и Словенаца и Краљевине Југославије, Митолошки зборник 19, Рача 2008, pp. 201–230.
- Средњовековна Топлица, баштина жупана Марка и његових потомака, великих жупана Стефана Вукана и Стефана Немање, Митолошки зборник 20, Рача 2009, pp. 17–50.
- Време настанка живописа у припрати Љубостиње, Јефимија 19, Трстеник 2009, pp. 153–165.
- Уврежени медаљони „дугине мреже“ и њихова симболика као инспирација деспота Стефана и ресавских сликара, Деспот Стефан Лазаревић у науци, историји, књижевности и уметности, Деспотовац 2009, pp. 151–173.
- Старија и новија трагања за пореклом великог жупана Стефана Немање и потпуни преокрет са новим резултатима, Митолошки зборник 21, Рача 2009, pp. 131–170.
- Кумани на Балкану и њихова асимилација у средњем веку, Развитак 233–234, Зајечар 2009, pp. 128–139.
- Животопис и научно житије хеленисте Миодрага Стојановића, Митолошки зборник 22, Рача 2009, pp. 11–16.
- Римски империјални култ и фундација и консекрација муниципиума Наис, Митолошки зборник 22, Рача 2009, pp. 281–302.
- Србија и Свети Сава између Византије, Угарске и Бугарске, Браство XIII, Београд 2009, pp. 43–76.
- Истраженост стила живописа Манасије и порекло чланова сликарске тајфе деспота Стефана, Саборност III, Пожаревац 2009, pp. 297–317.
- Старија и новија трагања за пореклом великог жупана Стефана Немање и потпуни преокрет с новим резултатима, Српска слободарска мисао 83, година, бр. 6, септембар–октобар 2009, Београд, pp. 381–407.
- Античка ковница Дамастион, или о сечењу злата Трибала, Нумизматички часопис Динар 33, Београд 2010, pp. 3–7.
- Готско–ренесансна рељефна розета као апотропејни сигнум на соклу олтарске апсиде Ресаве, Средњи век у српској науци, историји, књижевности и уметности, Деспотовац 2010, pp. 117–136.
- Размишљања поводом историјских сцена живописа и зиданог иконостаса Беле цркве у Карану, Ужички зборник 34-1, Ужице 2010, pp. 7–42.
- Кумани на Балкану и њихова асимилација у средњем веку, Известија XXIV-XXV, Велико Трново 2010, pp. 7–34.
- Историјске градске целине као урбана језгра Крагујевца XIX века, Крагујевац у другој половини деветнаестог века, Крагујевац 2010, pp. 287–296.
- Валоризовани резултати Милана Будимира као полазна основа у трагању за континуитетом индоевропске, Прве – Старе Европе, Митолошки зборник 23, Рача 2010, pp. 109–140.
- О пореклу великог жупана Стефана Немање, Братство XIV, Београд 2010, pp. 23–65.
- Времепловом у сусрет (не)познатој историји града Крагујевца, Крагујевачке недељне новине 82, Крагујевац 2. 12. 2010.
- Библиографија академика Драгослава Срејовића, Митолошки зборник 24, Рача 2011, pp. 9–28.
- Метафизика, уметност и митско-историјски обрасци мезолитско-неолитске културе Лепенског Вира, Митолошки зборник 24, Рача 2011, pp. 139–174.
- Кучево, Јасеница и Некудим, Митолошки зборник 25, Рача 2011, pp. 29–66.
- Размишљање о изворима и историји кнеза Лазара и деспота Стефана поводом нових читања живописа Велуће и Беле цркве у Карану, Средњи век - у српској науци, историји, књижевности и уметности, Деспотовац 2011, pp. 113–147.
- Нека питања о Првом српском устанку у вези са запостављеним сазнањима о Карађорђевом пореклу, Шумадијски записи IV, Аранђеловац 2011, pp. 201–246.
- Висока теолошка и идејна осмишљеност оријентације, архитектуре и живописа Св. Тројице у Ресави, Саборност 5, Пожаревац 2011, pp. 181–205.
- Рођење (не)познатог Карађорђа - Васкрс Србије, Битка код Јасике, Крушевац 2011.
- Прошлост Крагујевца од 1180. до 1830. године (1-14), Крагујевачке недељне новине 82-95, Крагујевац 2. 12. 2010. – 3. 03. 2011.
- О крунисању сугубим венцом босанског краља Твртка I Котроманића, Трибуниа 12, Требиње 2011, pp. 147–193.
- Витезови реда Змаја - десет миленијума скривене традиције Евроазије, 1-27, Крагујевачке новине 159 - 185, Крагујевац 31. 05. – 29. 11. 2012
- Српске средњовековне жупе у сливу Млаве, Митолошки зборник 26, Рача 2012, pp. 101–130.
- Браничевска висока властела Растислалић, њихово порекло и родбинске везе са српским владарским кућама, Митолошки зборник 26, Рача 2012, pp. 199–229.
- Условљеност програма живописа и архитектуре оријентацијом и светлом српских средњовековних цркава на примеру Студенице, Жиче и Манасије, Средњи век у српској науци, историји, књижевности и уметности, III, Деспотовац 2012, pp. 201–229.
- Српске средњовековне жупе данашње Централне Србије као основне административне јединице земљорадника и ратника, Златно зрно Шумадије, Рача 2012, pp. 394–426.
- Дерон, или ковања новца поводом сакралног дероникона хеленских, пеонских и македонских владара, Известија XXVI, Велико Трново 2012, pp. 89–100.
- Висока српска средњовековна властела Војиновог колена, Историјска баштина 21, Ужице 2012, pp. 9–32.
- Високо племенско порекло српског Вожда Карађорђа у светлу магичких снова о будућем прореченом владару, Митолошки зборник 27, Рача 2012, pp. 15–48.
- Средњовековне земље и жупе данашње Централне Србије, Шумадијски анали 7, Крагујевац 2012, pp. 14–56.
- Стари и ново откривени натписи и урезани записи око и унутар Беле цркве у Карану као извор за историју, Ужички зборник 36, Ужице 2012, pp. 135–162.
- Страшни суд Богородичине цркве у Велући, Саборност VI, Пожаревац 2012, pp. 95–128.
- Дерон, или ковања новца поводом сакралног дероникона хеленских, пеонских и македонских владара, Нумизматички часопис Динар 32, Београд 2012, pp. 3–8.
- Српске средњовековне жупе земље Кучево и Кучевског Загорја, Митолошки зборник 28, Рача 2013, pp. 43–87.
- Космај и његова подгорина од 1476. до 1560. године, Митолошки зборник 28, Рача 2013, pp. 125–142.
- Адоптирана куманска традиција у српској уметности и усменој књижевности као извор „научне“ утопије о индијском пореклу Срба и Словена и мита „Срби народ најстарији“, Митолошки зборник 29, Рача 2013, pp. 395–435.
- Ћирилица - словенско Свето писмо, Родољубље Србије 4, Петровац на Млави - Велики Поповац 2013, pp. 16–27.
- Српска средњовековна жупа Ресава, Средњи век у српској науци, историји, књижевности и уметности IV, Деспотовац 2013, pp. 109–140.
- Српска средњовековна жупа, град и нахија Хомољ, Митолошки зборник 30, Рача 2013, 67-114.
- Урезани натписи и угребани записи на каменим фасадама Богородичине цркве у Тргу код Жагубице, Митолошки зборник 30, Рача 2013, pp. 211–238.
- Хоризонталне и вертикалне слике Лозе као први родослови и успостављање светости владара Немањина колена, Митолошки зборник 31, Рача 2013, pp. 41–83.
- Нетачно порекло великог жупана Стефана Немање и кнеза Лазара и избегавање суочавања са овим чињеницама актуелне српске историјске науке, Митолошки зборник 31, Рача 2013, pp. 247–268.
- Библиографија научних радова Митолошког зборника 1 - 30 (А - Л), Митолошки зборник 31, Рача 2013, pp. 413–452.
- Светлосна оријентација Беле цркве у Карану високо осмишљена и усклађена са фреско програмом наоса и куполе, Ужички зборник 37, Ужице 2013, pp. 29–52.
- Значење и симболика Светог Амвросија Медиоланског, архијереја Запада и Истока, за Српску православну цркву са одразом на иконографске садржаје и уметност, Саборност 7, Пожаревац 2013, pp. 131–143.
- Живопис Богородичине цркве у Велући, Зборник радова Филозофског факултета Универзитета у Приштини, XLIII (2), Косовска Митровица 2013, pp. 445–480.
- Родбинске везе Хајдук Вељка са устаничким првацима као фактор у његовом командном напредовању, Баштиник 15, Неготин 2013, pp. 81–91.
- Куманска традиција у српској уметности и усменој књижевности као покретач мита о индијском пореклу, Развитак 243-244, Зајечар 2013, pp. 39–49.
- Реконструкција метоха цркве Св. Тројице деспота Стефана у Ресави, Средњи век у српској науци, историји, књижевности и уметности V, Деспотовац 2014, pp. 91–120.
- Кратка сага о миленијумској голготи српског народа, историји и његовој реконквисти, Родољубље Србије 5, Петровац на Млави - Велики Поповац 2014, pp. 41–49.
- Српске средњовековне жупе Пек и Звизд и истоимене турске нахије, Митолошки зборник 32, Рача - Кучево 2014, pp. 89–122.
- Мултикултурална и етничка прожимања Срба и Влаха у Србији на размеђу између Југославије и Румуније, (коаутор Виолета Илић), Митолошки зборник 32, Рача - Кучево 2014, pp. 199–226.
- Српска средњовековна Богородица Русалија - Тројица Русалија и неуспела адоптација влашких Русаља, Митолошки зборник 32, Рача - Кучево 2014, pp. 395–410.
- Урезани натписи и угребани записи на каменим фасадама Богородичине цркве у тргу код Жагубице, Саборност 8, Пожаревац 2014, pp. 117–128.
- Тумачење тројичне симболике и значења уникатне фреско-иконе Богородице Тројеручице и старија посвета св. Тројици цркве у Карану, Ужички зборник 38, Ужице 2014, pp. 321–349.
- Српске средњовековне жупше у крушевачко-јастребачком крају, Расински анали 12, Крушевац 2014, pp. 381–404.
- Средњовековне жупе у данашњој Западној Шумадији, Митолошки зборник 33, Рача 2014, pp. 101–118.
- Размишљање о пореклу Михајла Анђеловића великог челника на двору у Смедереву и великог везира Махмуд паше Анђеловића и њиховим родбинским везама са деспотом Ђурђем, Митолошки зборник 33, Рача 2014, pp. 201–232.
- О српским феудалним породицама Бакић од прве половине XV до XVIII века у Шумадији, Митолошки зборник 33, Рача 2014, pp. 245–284.
- Неколико недовољно тачно истумачених ћириличних натписа из 14-15. века са територије данашње Шумадије као историјски извори, Митолошки зборник 33, Рача 2014, pp. 475–512.
- Још једном о несталим косовским средњовековним језерима, Сврчин и Јањево, и дворовима српских владара, архиепископа и епископа, Баштина 37, Лепосавић 2014, pp. 63–84.
- Архонтија Морава и "Српска Морава" од 9 до 15 века, Развитак 245-246, Зајечар 2014, pp. 82–96.
- Порекло и породичне везе кнеза Милоша и његових првака у Другом српском устанку - Лига Обреновића, Митолошки зборник 34, Рача 2015, pp. 39–60.
- Кнез Милош Обреновић, црква Св. Тројице у Горњем Милановцу и ново светло у тумачењу значења порекла иконе "Богородица Ружа", Митолошки зборник 34, Рача 2015, pp. 217–234.
- Проблем "капеле кнегиње Љубице" у њеном крагујевачком конаку, (коаутор: Р. Петровић), Митолошки зборник 34, Рача 2015, pp. 289–300.
- Малиша Станојевић и његов рад у Центру за митолошке студије Србије у Рачи, Малиша, Крагујевац 2015, pp. 63–70.
- Шта нам будућа историја поручује, Крагујевачке новине, бр. 301, Крагујевац, 19. март 2015, pp. 16–17.
- Родбинске везе Вожда Карађорђа са његовим војводама и јунацима као пресудан фактор у подизању Првог српског устанка, Шумадијски анали 8, Крагујевац 2015.
- Мајка - Богиња живота свих времена, Родољубље Србије 6, Петровац на Млави - Велики Поповац 2015, pp. 7–16.
- Средњевековна земља Браничево и жупа Браничево, Мајдан 2/2015, Костолац 2015, pp. 121–126.
- Митологија живота кроз историју, Крагујевачке новине 313, Крагујевац 11. јун 2015, pp. 16–17.
- Програм и особености живописа наоса Богородичине цркве у Карану, Ужички зборник 39, Ужице 2015, pp. 197–240.
- Митологија културе Лепенског Вира на основама епохалних археолошких открића академика Драгослава Срејовића, Митолошки зборник 35-1, Рача 2015, pp. 155–196.
- Милешева као неостварено патријаршијско седиште "Саве првог архиепископа и патријарха српског", Митолошки зборник 35-1, Рача 2015, pp. 263–294.
- Стари и ново откривени записи и натписи на простору средњевековне земље Кучево, Митолошки зборник 35-2, Рача 2015, pp. 545–592.
- Бановић Страхиња и Влах Алија у контексту епике, митологије, религије и историје, Митолошки зборник 35-2, Рача 2015, pp. 641–678.
- Витезови реда Змаја - Змај Сафон,Књижевни живот 2, Темишвар 2015, pp. 149–163.
- Реконструкција метоха манастира Љубостиње на основу турског зеамета Љубостиња и субашилука Трстеник из 1476. године, Расински анали 13, Крушевац 2015, pp. 19–30.
- Средњовековна земља Тимок, Видински деспотат, Видински санџак и њихове жупе и нахије, Баштиник 17, Неготин 2015, pp. 85–118.
- Тумачење фреско иконе Богородице Тројеручице цркве у Карану, Зборник Филозофског факултета XLVI (1), Косовска Митровица 2016, pp. 477–502.
- Кад се сви Срби сместе под једну крушку, Крагујевачке недељне новине 367, Крагујевац 23. јун 2016, pp. 16–17.
- Први српски светац и свети краљ - Јован Владимир, Савиндан 26, Пријепоље 27. 1. 2016, pp. 7–9.
- Српских прастарих завичаја вечни пламен, Ћирилица огледало српске душе - Огњишта вечни пламен, Велики Поповац 2016, pp. 6–17.
- Археолошка карта локалитета и значајни артефакти из околине Тополе, Тополски записи V, Топола 2016, pp. 12–22.
- Вожд Карађорђе и његове родбинске везе са Тополцима и устаницима из Јасенице, Тополски записи V, Топола 2016, pp. 57–66.
- Жрнов и средњовековна српска жупа Жрновница, Жрнов 5, Београд 2016, pp. 95–98.
- Павле Цукић, војвода Првог и Другог српског устанка - његови преци и потомци, Митолошки зборник 36, Рача 2016, pp. 11–46.
- Универзална условљеност оријентације храмова у простору према сунцу од Мезолита до хришћанства, Зборник радова конференције "Развој астрономије код Срба VIII", Београд 2016, pp. 399–431.
- Средњовековна земља Рашка и њене жупе, Нопопазарски зборник 38 (2015), Нови Пазар 2016, pp. 7–34.
- Ново виђење о пореклу Јанка Хуњадија и његових потомака, Српска академска мисао 1, Јагодина 2016, pp. 67–86.
- Српски царски челник Муса и његово православно порекло, Расински анали 14, Крушевац 2016, pp. 7–19.
- Златна - рајска врата у хришћанским храмовима, Саборност 10, Пожаревац 2016, pp. 159–174.
- Размишљања о "српској Морави", од IX до XV века, Корени 10, Јагодина 2016, pp. 41–58.
- Српска средњовековна земља Дабар и њене жупе, Савиндан 27, Пријепоље 2017, pp. 39–41.
- О пореклу и потомцима деспота Константина Страцимира и Кера Петрице - Јелене деспотице, Баштиник 18, Неготин 2017, pp. 115–128.
- Још једном о манастиру Велуће и старо-новим нетачним претпоставкама о ктиторима, времену градње и живописања, Љубостињска приношења 2, Трстеник 2017, pp. 147–162.
- Придворна црква Успења Богородице у српској средњовековној жупи Вителници, Манастир Витовница, Велики Поповац 2017, pp. 9–24.
- Библиографија проф. др Радмила Петровића, Митолошки зборник 37, Рача 2017, pp. 1–12.
- Први српски устанак под Карађорђевим алајбарјаком седам српских брдских племена, Митолошки зборник 37, Рача 2017, pp. 13–42.
- Историјски натписи и записи Карађорђеве цркве у Тополи, Митолошки зборник 37, pp. 231–258.
- Српска средњовековна жупа Тимок у земљи Тимок, Исток 10, Књажевац 2016 (2017), pp. 154–164.
- Средњовековна српска земља Моравице и њене жупе, Ужички зборник 41, Ужице 2017, pp. 7–38.
- О Србима, турским спахијама и спахијама Шумадије из рода Млатишуме у XVII веку. У: Тополски записи VI, Топола 2017, pp. 27–31.
- Натписи на надгробницима Карађорђеве цркве у Тополи. У: Тополски записи VI, Топола 2017, pp. 84–90.
- Још једном о кнезу Лазару и његовим синовима и кћерима. У: Расински анали 15, Крушевац 2017, pp. 39–70.
- О златном прстену печатњаку из Лепосавића. У: Капија Поморавља у духовној историји српског народа, Својново - Крушевац 2017, pp. 165–168.
- Натписи, записи и симболи на фреско живопису, фасадама и књигама Цркве Св. Тројице у Ресави као извор за историју манастира и Српске православне Цркве. У: Саборност 11, Пожаревац 2017, pp. 119–142.
- Велики жупан Стефан Немања - пријатељ и сват цара грчког Кир Алексе. У: Новопазарски зборник 39, Нови Пазар 2016 (2017), pp. 59–78.
- Натписи епископалне цркве Богородице Хвостанске као извори за историју жупе и земље Хвосно. У: Баштина 44, Приштина - Лепосавић 2018, pp. 99–120.
- О пожаревачкој сликарској породици Марковић поводом њиховог ново откривеног иконостаса у Баточини. У: Стиг 122, Мало Црниће 2018, pp. 74–83.
- Српска средњовековна жупа Морава, епископија Морава и турска нахија Морава. У: Зборник радова Народног музеја, XLVII, Чачак 2017 (2018), pp. 23–38.
- Ктитор Богородичине цркве у Дренчи и питање ктиторског гроба. У: Јухорски запис, Својново - Крушевац 2018, pp. 239–246.
- Новооткривени средњовековни натписи и записи из Шумадије. У: Шумадијски анали 9, Крагујевац 2018, pp. 12–24.
- Још једном о манастиру Велуће и старо-новим нетачним претпоставкама о ктитору, времену градње и живописања. У: Шумадијски анали 9, Крагујевац 2018, pp. 25–40.
- Архиепископ Сава I - двоструки пријатељ византијског цара Теодора I Ласкариса. У: Новопазарски зборник 40, Нови Пазар 2017 (2018), pp. 85–104.
- Средњовековна жупа Брусница и турске нахије Морава и Рудник. У: Ужички зборник 42, Ужице 2018, pp. 55–72.
- Уникатне скулптуре од мермера и кречњака кнезова сточара - влаха из Народног музеја у Београду: У: Митолошки зборник 38, Рача 2018, стр. 179-200.
- Српско "Велико краљевство од прва" и друго - Стефана Немање "који је израстао из бедара оних који су господарили српском земљом". У: Митолошки зборник 39, Рача 2018, стр. 1-50.
- Први српски свети краљ - Јован Владимир. У: Митолошки зборник 39, Рача 2018, стр. 119-132.
- Аустријска Краљевина Србија и њене инсигније, 1718-1739. године, у државној традицији Карађорђевих предака и Првог српског устанка, (коаутор). У: Митолошки зборник 39, стр. 175-194.
- Карађорђев дом у Рачи и српско-југословенска идеологија династије Карађорђевић после 1929. године. У: Митолошки зборник 39, стр. 225-254.
- Српска средњовековна жупа Тимок. У: Митолошки зборник 40, Рача 2018, стр. 47-66.
- Живопис припрате и у кулама цркве Свете Богородице у Доњој Каменици. У: Митолошки зборник 40, стр. 131-166.
- Присаједињење Војводине Краљевини Србији, 1918. године, и присаједињење Шумадије Војводини стварањем Дунавске бановине, 1929. године. У: Митолошки зборник 41, Рача 2019, стр. 103-128.
- Размишљање и претпоставке о Светом Петру Коришком Новом на основу натписа на кивоту, из 1870. године, манастира Крива река. У: Митолошки зборник 42, Рача 2019, стр. 59-89.
- Новооткривени средњовековни и млађи натписи и записи из Шумадије. У: Митолошки зборник 42, Рача 2019, стр. 215-242.
- Условљеност оријентације римских царских палата у Тимоку, храмова и консекративних објеката према сунцу. У: Зборник радова конференције Развој астрономије код Срба Х, Београд 2019, стр. 477-506.
- Посебан монашки статус светогорског келиота Саве, његов карејски печат и неоправдане оптужбе Димитрија Хоматијама. У: Саборност 13, Пожаревац 2019, стр. 125-141.
- Ктиторски живопис јужног параклиса студеничке спољне припрате краља Радослава и Анастасије Ласкарис и време настанка. У: Новопазарски зборник 42, Нови Пазар 2019, стр. 15-30.

- Шест векова манастира Манасије, У: Крило 4, Крагујевац 2020, стр. 13-21.
- Надгробни натписи војводске фамилије Катић и других из Рогаче. У: Шумадијски анали 10, Крагујевац 2020, стр. 18-31.
- Трибалске гривне типа Јухор. У: Јухорске зоре, Крушевац - Својново 2020, стр. 305-328.
- Шест векова манастира Манасије. У: Политика /Фељтон/ бр. 38451-38462, 7 - 18. децембар 2020, стр. 18.
- Ђорђе Петровић Карађорђе и Сава Текелија, два концепта ослобођења Срба од Турака у време судара европских великих сила. У: Митолошки зборник 43, Рача 2020, стр. 115-135.
- Средњовековна жупа Сврљиг у српској земљи Тимок. У: Баштиник 21, Неготин 2020, стр. 255-271.
- Средњовековни манастири и цркве епископије Моравице у првој половини XV века. У: Ужички зборник 44, Ужице 2020, стр. 7-24.
- Краљевство Стефана Немање II Првовенчаног: "Који је израстао из бедара оних који су господарили српском земљом" и "Великог краљевства од прва". У: Новопазарски зборник 43, Нови Пазар 2020, стр. 111-140.
- Село Гледић, Гледићке планине и српско-дубровачка властела Гледић? У: Јухорска чтенија - Звезде над Јухором, Својново - Крушевац 2020, стр. 25-30.
- Митологија културе Лепенског Вира на основама епохалних археолошких открића академика Драгослава Срејовића. У: Драгослав Срејовић и митологија /Центар САНУ Крагујевац 2012/, Крагујевац 2020, стр. 25-65.
- Житија кнеза Лазара и "Житија и владавина светог кнеза Лазара" - прворазредни извори за реконструкцију историје кнеза Лазара. У: Расински анали 17, Крушевац 2019 (2020), стр. 5-19.
- Посебан статус светогорског келиота Саве и његов карејски печат. У: Савиндан 31, 27. 01. 2021. Пријепоље, стр. 11-12.
- Новопронађени печат из Сврљига моравског епископа Николе. У. Бдење 67, Сврљиг 2021, стр. 169-189.
- Сусрети са академиком Драгославом Срејовићем од Раче преко Лепенског Вира и Ромулиане до Раче и Крагујевца. У: Драгослав Срејовић - 90 година од рођења и 25 година од смрти (М. царевић), Крагујевац 2021, стр. 125-129.
- Још једном о месту, датуму и години рођења српског Вожда Ђорђа Петровића Карађорђе. У: Митолошки зборник 44, Рача 2021, стр. 85-100.
- Знаменита фамилија лепеничких Парезана из српских устанака. У: Митолошки зборник 44, Рача 2021, стр. 205-238.
- Српски средњовековни владарски дворски савет двадесетчетворице. У: Ужички зборник 45, Ужице 2021, стр. 6-22.
- Средњовековне цркве и манастири епархије Браничево у првој половини XV века. У: Саборност 15, Пожаревац 2021, стр. 103-125.
- Размишљања поводом изгубљене надгробне плоче српске принцезе Брнче, ћерке краља Уроша I и Јелене Комнен Куртне Анжу. У: Баштина 56, Приштина - Лепосавић 2022, стр. 335-350.
- Ново виђење о пореклу Јанка Хуњадија и његових потомака. У: Развитак 263, Зајечар 2022, стр. 96-112.
- Порекло и преци Вожда Карађорђа у светлу сећања казивача из Шумадије и црногорских брда. У: Митолошки зборник 45, Рача 2022, стр. 45-66.
- Лепенички кнезови фамилије Вукићевић из Светлића, XVIII-XIX века, и знаменити потомци. У: Митолошки зборник 45, Рача 2022, стр. 119-154.
- Побуна властеле против српских владара са посебним освртом на побуне против кнеза кнеза Стефана Лазара и деспота Стефана. У: Ужички зборник 46, Ужице 2022, стр. 63-89.
- Велики српски царски деспот Иваниш, порекло, родбинске везе и потомци. У: Расински анали 19, Крушевац 2022, стр. 5-17.
- Знаменита фамилија гружанских Оташевића из Првог и Другог српског устанка. У: Шумадијски анали 12, Крагујевац 2022, стр. 35-63.
- Црквени шематизам Београдско-сремске епархије - нахија Београд, Железник, Авала и Земун - у XVI веку према турским катастарским пописима. У: Шумадијски анали 12, Крагујевац 2022, стр. 64-88.
- Моравска - потоња Браничевска еписдкопија и новопронађени печат моравског епископа Николе. У: Саборност XVI, Пожаревац 2022, стр. 119-137.
- Јасеничка фамилија Пантелић - Воденичаревић XVIII-XIX века. У: Тополски записи XI, Топола 2022, стр. 15-23.
- Црква Рођења Пресвете Богородице у Баточини у XIX веку. У: Баточина у Доњој Лепеници, Баточина 2022, стр. 135-139.
- Најстарија историја престонице Србије кнеза Милоша Обреновића. У: Крило 9, Крагујевац 2023, стр. 71-114.
- Средњовековне цркве и манастири области Бранковића према турском попису из 1455. године. У: Митолошки зборник 46, Рача 2023, стр. 233-256.
- Злато и сребро Стефана немање и његових потомака или о рударству и трговини њиховог доба. У: Ужички зборник 47, Ужице 2023, стр. 9-32.
- Библиографија археолога проф. др Бранка Гавеле. У: Митолошки зборник 47, Рача 2023, стр. 1-9.
- Ране праисторијске културе Централне Србије и археолог Бранко Гавела. У: Митолошки зборник 47, Рача 2023, стр. 17-34.
- Некадашње српске средњовековне жупе и потоње угарске жупаније на тлу данашње покрајине Војводине. У: Митолошки зборник 47, Рача 2023, стр. 103-132.
- Ко је заправо и како убио султана Мурата у битци на Косову пољу и какав је био њен прави исход?. У: Расински анали 20, Крушевац 2023, стр. 5-12.
- Село Гледић, Гледићке планине и и српско-дубровачка властела Гледић? У: Шумадијски анали 13, Крагујевац 2023, стр. 56-67.
- Село Јарушице у Лепеници и његов манастир. У: Шумадијски анали 13, Крагујевац 2023, стр. 68-97.
- Надгробни натписи цркве манастира Пиносаве у Кусадку код Смедеревске Паланке. У: Митолошки зборник 48, Рача 2023, стр. 51-71.
- Натписи манастира Грнчарице у Жировници код Баточине. У: Митолошки зборник 48, Рача 2023, стр. 101-123.
- Најстарији натписи надгробника на рачанском гробљу као извори за историју. /коаутор Р. Радић/ У: Митолошки зборник 48, Рача 2023, стр. 227-263.
- Срби кавалири султановог ордена у турској Кнежевини Србији. У: Новопазарски зборник 46, Нови Пазар 2023, стр. 13-35.
- Астрономија и календар Лепенског Вира. У: Сто година новојулијанског календара Милутина Миланковића - Зборник Радова, Београд 2024, стр. 239-265.
- Историјски записи у књигама, натписи на камену и надгробницима манастира Благовештење рудничко, У: Митолошки зборник 49, Крагујевац 2024, стр. 49-80.
- Историјски натписи и записи на живопису, књигама, фасади и надгробницима манастира Драче. У: Митолошки зборник 49, Крагујевац 2024, стр. 109-138.
- Натписи на кућама и помоћним сеоским зградама кнеза Милоша и богатих Срба XVIII-XIX века, /коаутор Р. Петровић/. У: Митолошки зборник 49, Крагујевац 49, стр. 203-222.
- Још једном о Царици – Зорици трећој ћерки краља Милутина. У: Ужички зборник 48, Ужице 2024, стр. 9-30.
- Династички политички програм Немањића: Заборав и брисање претходне историје. У: Новопазарски зборник 47, Нови Пазар 2024, стр. 91-117.
- Коначно, где је била средњовековна српска жупа и потоња турска нахија Загрлата. У: Расински анали 21, Крушевац 2024, стр. 5-9.
- Опет и опет о пореклу и хронологији живота великог жупана Стефана Немање. У: Расински анали 21, Крушевац 2024, стр. 11-18.
- Историјски записи и ктиторски натписи, записи на фасадама, књигама и натписи на надгробницима манастира Никоље у Шаторњи. У: Шумадијски анали 14, Крагујевац 2024, стр. 64-77.
- Историјски записи у књигама, натписи на фасадама и надгробницима манастира Вољавче. У: Шумадијски анали 14, Крагујевац 2024, стр. 30-63.
- Вулићевићи, Карађорђеве војводе и кнезови доба Милоша Обрановића. У: Смедеревски зборник 8, Смедерево 2024, стр. 59-86.
- Српска средњовековна жупа Левач и турска нахија Левач. У: Српске старине, Својново - Крушевац 2025, стр. 11-16.
- Астрономија и календар Лепенског Вира. У: Сто година новојулијанског календара Милутина Миланковића - Зборник Радова, Београд 2024, стр. 239-265.
- Историјски записи у књигама, натписи на камену и надгробницима манастира Благовештење рудничко, У: Митолошки зборник 49, Крагујевац 2024, стр. 49-80.
- Историјски натписи и записи на живопису, књигама, фасади и надгробницима манастира Драче. У: Митолошки зборник 49, Крагујевац 2024, стр. 109-138.
- Натписи на кућама и помоћним сеоским зградама кнеза Милоша и богатих Срба XVIII-XIX века, /коаутор Р. Петровић/. У: Митолошки зборник 49, Крагујевац 49, стр. 203-222.
- Још једном о Царици – Зорици трећој ћерки краља Милутина. У: Ужички зборник 48, Ужице 2024, стр. 9-30.
- Династички политички програм Немањића: Заборав и брисање претходне историје. У: Новопазарски зборник 47, Нови Пазар 2024, стр. 91-117.
- Коначно, где је била средњовековна српска жупа и потоња турска нахија Загрлата. У: Расински анали 21, Крушевац 2024, стр. 5-9.
- Опет и опет о пореклу и хронологији живота великог жупана Стефана Немање. У: Расински анали 21, Крушевац 2024, стр. 11-18.
- Историјски записи и ктиторски натписи, записи на фасадама, књигама и натписи на надгробницима манастира Никоље у Шаторњи. У: Шумадијски анали 14, Крагујевац 2024, стр. 64-77.
- Историјски записи у књигама, натписи на фасадама и надгробницима манастира Вољавче. У: Шумадијски анали 14, Крагујевац 2024, стр. 30-63.
- Вулићевићи, Карађорђеве војводе и кнезови доба Милоша Обрановића. У: Смедеревски зборник 8, Смедерево 2024, стр. 59-86.
- Српска средњовековна жупа Левач и турска нахија Левач. У: Српске старине, Својново - Крушевац 2025, стр. 11-16.